# ادوارد وان اسلون
ادوارد وان اسلون (انگلیسی: Edward Van Sloan؛ ۱ نوامبر ۱۸۸۲ – ۶ مارس ۱۹۶۴) هنرپیشه اهل ایالات متحده آمریکا بود. وی بین سال‌های ۱۹۱۶ تا ۱۹۵۰ میلادی فعالیت می‌کرد.
از فیلم‌هایی که وی در آن نقش داشته است، می‌توان به راه بازگشت، دراکولا و فرانکنشتاین اشاره کرد.